# Hotel Uzu
El Hotel Uzu también escrito Ozoo o el Hotel Ouzou es un hotel en la localidad de Bengasi, al noreste del país africano de Libia, con vistas al lago 23 de julio y el puerto interior.  Contiene 184 habitaciones (o 262 según otra fuente) y es servido por el Café Jasmine. El hotel fue una vez casi destruido por un misil. 